# Ева Эльфи
Е́ва Э́льфи (англ. Eva Elfie; настоящее имя — Ю́лия Серге́евна Рома́нова; род. в 1997 году в Омске, Россия) — российская порноактриса, эротическая фотомодель и ютубер. Лауреат премии AVN Awards в категории «Лучшая новая иностранная старлетка» (2021).

## Карьера
После окончания средней школы познакомилась со своим будущим партнёром по съёмкам Артёмом, впоследствии известным под псевдонимом Адам Оцелот (англ. Adam Ocelot) и за которого она вышла замуж в декабре 2019 года. В августе 2018 года вместе с Адамом переезжает в Москву, где поступает на факультет журналистики. Перепробовала множество вакансий, среди которых были менеджер и официантка, до отъезда проходила практику в качестве корреспондентки омского телеканала.
Первые съёмки в качестве обнажённой фотомодели состоялись осенью 2018 года в Крыму. Вскоре приняла предложение на съёмку в сцене мастурбации. Через несколько месяцев согласилась на сцены традиционного и лесбийского секса, для съёмок в которых поехала в Чехию. После возвращения в Москву решает снимать любительское порно и в феврале 2019 года создаёт канал на Pornhub. Её первое загруженное видео обрело большую популярность и к февралю 2020 года насчитывало более 53 миллионов просмотров. К началу ноября 2020 года Ева заняла четвёртое место в рейтинге Pornhub, став, таким образом, одной из самых популярных актрис на данном сайте.
Снимается для студий и сайтов Amour Angels, Babes, Brazzers, MetArt, Nubiles, Reality Kings, TeamSkeet, WowGirls и других.
В конце октября 2020 года завоёвывает свою первую награду — XBIZ Europa Award в категории «Артистка года — видеоклипы» (Female Clip Artist of the Year). В конце января 2021 года Ева выиграла вторую награду в области порноиндустрии — AVN Awards в основной категории «Лучшая новая иностранная старлетка». В январе 2022 года по результатам голосования выиграла премию AVN Awards в категории «Любимая звезда инди-клипов». В январе 2023 года получила премию XBIZ Award в категории «Артист года — видеоклипы».
По данным Internet Adult Film Database на январь 2023 года, снялась в 100 сценах и фильмах. С февраля 2020 года ведёт канал YouTube, на котором рассказывает о секс-индустрии.
Некоторое время проживала в Москве. В марте 2022 года покинула Россию и в настоящий момент живёт в Калифорнии.
В 2023 году вышел документальный фильм режиссёра Евгения Милых «Артём и Ева», посвящённый Еве Эльфи.

## Влияние
В 2020 году появилась в качестве игрового персонажа в симуляторе свиданий Booty Calls компании Nutaku.
В 2021 году представила футбольную форму итальянского клуба «Венеция», пробившегося в Серию А впервые за 19 лет.
В 2022 году наклейка с её изображением появилась в игре War Thunder.

## Критика
В 2023 году внесена в базу украинского сайта «Миротворец», посвящённого людям, чьё поведение было расценено враждебным по отношению к Украине. Причиной стали съёмки Евы Эльфи в аннексированном Крыму в 2018 году, что было расценено авторами ресурса как «сознательное нарушение государственной границы Украины». В ответ на это Ева официально заявила, что любит и российскую, и украинскую аудитории, и что она расстроилась из-за новости.

## Награды и номинации
| Список наград и номинаций | Список наград и номинаций | Список наград и номинаций | Список наград и номинаций                                                         | Список наград и номинаций |
| Год                       | Награда                   | Результат                 | Категория                                                                         | Фильм                     |
| ------------------------- | ------------------------- | ------------------------- | --------------------------------------------------------------------------------- | ------------------------- |
| 2019                      | Pornhub Award             | Номинация                 | Королева минета — лучшая исполнительница минета                                   | н/д                       |
| 2020                      | Pornhub Award             | Номинация                 | Самая популярная исполнительница                                                  | н/д                       |
| 2020                      | Pornhub Award             | Номинация                 | Самая популярная исполнительница по версии женщин                                 | н/д                       |
| 2020                      | XBIZ Europa Award         | Победа                    | Артистка года — видеоклипы                                                        | н/д                       |
| 2021                      | AltPorn Award             | Номинация                 | Лучшая готическая сцена                                                           | Shower with Eva Elfie     |
| 2021                      | AltPorn Award             | Победа                    | Лучшая исполнительница года (выбор поклонников)                                   | н/д                       |
| 2021                      | AVN Award                 | Победа                    | Лучшая новая иностранная старлетка                                                | н/д                       |
| 2021                      | AVN Award                 | Номинация                 | Лучшая сцена секса парень/девушка в иностранном фильме (вместе с Адамом Оцелотом) | Eva Elfie — Divine Beauty |
| 2021                      | AVN Award                 | Номинация                 | Награда поклонников: самый горячий новичок                                        | н/д                       |
| 2021                      | XBIZ Award                | Номинация                 | Артист года — видеоклипы                                                          | н/д                       |
| 2021                      | XBIZ Cam Award            | Победа                    | Лучшая артистка в видеоклипах                                                     | н/д                       |
| 2021                      | XBIZ Europa Award         | Номинация                 | Артист года — видеоклипы                                                          | н/д                       |
| 2022                      | AltPorn Award             | Номинация                 | Лучшая исполнительница года                                                       | н/д                       |
| 2022                      | AVN Award                 | Победа                    | Награда поклонников: любимая звезда инди-клипов                                   | н/д                       |
| 2022                      | Pornhub Award             | Победа                    | Самая красивая киска (награда поклонников)                                        | н/д                       |
| 2022                      | Pornhub Award             | Номинация                 | Самая популярная исполнительница                                                  | н/д                       |
| 2022                      | Pornhub Award             | Победа                    | Самая популярная исполнительница по версии женщин                                 | н/д                       |
| 2022                      | XBIZ Europa Award         | Номинация                 | Лучшая сцена секса — гламкор (вместе с Адамом Оцелотом)                           | Escapade                  |
| 2022                      | XBIZ Europa Award         | Номинация                 | Премиум-социальная медиазвезда года                                               | н/д                       |
| 2023                      | AltStar Award             | Номинация                 | Лучшая артистка года — видеоклипы                                                 | н/д                       |
| 2023                      | AVN Award                 | Номинация                 | Иностранная исполнительница года                                                  | н/д                       |
| 2023                      | AVN Award                 | Номинация                 | Лучшая международная сцена секса мужчина/женщина (вместе с Адамом Оцелотом)       | Escapade                  |
| 2023                      | Pornhub Award             | Номинация                 | Лучшая исполнительница минета                                                     | н/д                       |
| 2023                      | Pornhub Award             | Номинация                 | Лучшая лесбийская исполнительница                                                 | н/д                       |
| 2023                      | Pornhub Award             | Номинация                 | Самая популярная исполнительница                                                  | н/д                       |
| 2023                      | Pornhub Award             | Победа                    | Самая популярная исполнительница по версии женщин                                 | н/д                       |
| 2023                      | XBIZ Award                | Победа                    | Артист года — видеоклипы                                                          | н/д                       |
| 2023                      | XBIZ Europa Award         | Номинация                 | Лучшая сцена секса — лесбийский фильм (вместе с Нэнси Эйс)                        | Easy Breezy Beautiful     |
| 2023                      | XBIZ Europa Award         | Номинация                 | Премиум-социальная медиазвезда года                                               | н/д                       |
| 2024                      | AVN Award                 | Победа                    | Лучшая международная лесбийская сцена (вместе с Литтл Каприс)                     | Dollhouse 2               |
| 2024                      | Pornhub Award             | Номинация                 | Самая популярная исполнительница                                                  | н/д                       |
| 2024                      | Pornhub Award             | Номинация                 | Самая популярная исполнительница по версии женщин                                 | н/д                       |
| 2025                      | Pornhub Award             | Номинация                 | Самая красивая киска (награда поклонников)                                        | н/д                       |

## Фильмография
- Petite HD Porn 28: Too Naughty To Say No (2019)
- Shower Solos (2020)
- True Amateurs Blondes Edition (2020)
- Me, Myself and I 2 (2021)
- Icons 5 (2022)[48]
- Drip 2 (2023)[49]
- Young & Beautiful 11 (2023)